# 密裂报春
密裂报春（学名：Primula pycnoloba）为报春花科报春花属下的一个种。

## 扩展阅读
- 維基物種上的相關：密裂报春